# Marquesado de Peñacerrada
El marquesado de Peñacerrada es un título nobiliario español creado por real decreto, el 27 de noviembre de 1697 del rey Carlos II a favor de José de Castañeda y Ramírez de Zayas, aunque el real despacho fue extendido el 10 de septiembre de 1761 por el rey Carlos III a su bisnieto Antonio Pérez de Sarrio y Molina Castañeda, VI marqués de Beniel.
Su denominación hace referencia a la localidad de Peñacerrada, actualmente integrada en el municipio de Muchamiel, provincia de Alicante.

## Marqueses de Peñacerrada
| Creación por Carlos II          | Creación por Carlos II                              | Creación por Carlos II |
| ------------------------------- | --------------------------------------------------- | ---------------------- |
| I                               | José de Castañeda y Ramírez de Zayas                | 1697-¿?                |
| II                              | Pedro de Castañeda y Villafuerte                    | ¿?-1761                |
| III                             | Antonio Pascual de Riquelme y Molina Castañeda      | 1761-1801              |
| IV                              | Mariano Pascual de Riquelme y Vergara               | 1801-1829              |
| V                               | Antonio Pascual de Riquelme y Pascual de Pobil      | 1829-1855              |
| VI                              | Luis Pascual de Riquelme y Roca de Togores          | 1855-1870              |
| VII                             | Luis Pascual de Riquelme y Palavicino               | 1870-¿?                |
| Rehabilitación por Alfonso XIII |                                                     |                        |
| VIII                            | Luis Pascual de Riquelme y Fontes                   | 1925-1960              |
| IX                              | María de las Mercedes Pascual de Riquelme y Sevilla | 1960-2021              |
| X                               | María de las Mercedes Llorens y Pascual de Riquelme | 2022-actual titular    |

## Historia de los marqueses de Peñacerrada

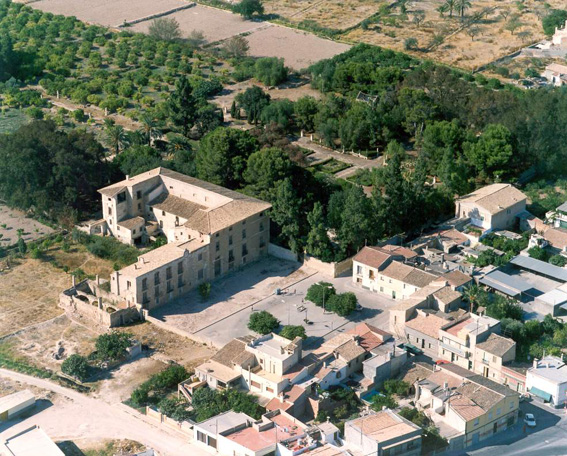
Palacio y jardines del Marqués de Peñacerrada, en Muchamiel (Alicante)

- José de Castañeda y Ramírez de Zayas, I marqués de Peñacerrada.[1]

Casó con Polonia Villafuerte y Zapata. Le sucedió su hijo:
- Pedro de Castañeda y Villafuerte, II marqués de Peñacerrada.

Sin descendencia. El 10 de septiembre de 1761 le sucedió el bisnieto del primer marqués, hijo de Leonor de Molina y de Castañeda, —hija a su vez de Ana María de Castañeda y Villafuerte, hija del I marqués, y de Gil Antonio de Molina y Gonzaga, II  marqués de Beniel—, y de Joaquín Pascual de Riquelme y Pérez de Sarrió.
- Antonio Pascual de Riquelme y Molina Castañeda (1738-3 de enero de 1801), III marqués de Peñacerrada[1]  y VI marqués de Beniel.

Casó con María Teresa Vergara y Miguel. Le sucedió su hijo:
- Mariano Pascual de Riquelme y Vergara (1773-11 de noviembre de 1829), IV marqués de Peñacerrada,[1] VII marqués de Beniel.

Casó con María del Consuelo Pascual de Pobil y Guzmán, hija de Francisco Pascual de Pobil y Rovira VII barón de Finestrat y de María Magdalena Guzmán y Soler. Le sucedió su hijo:
- Antonio Pascual de Riquelme y Pascual de Pobil (1796-27 de marzo de 1855), V marqués de Peñacerrada[1] y VIII marqués de Beniel.

Casó con María de las Angustias Roca de Togores y Carrasco, hija de los condes de Pinohermoso y de Villaleal. Le sucedió su hijo:
- Luis Pascual de Riquelme y Roca de Togores, VI marqués de Peñacerrada.[1]

Casó con Escolástica Palavicino Vallés. En 29 de abril de 1870, le sucedió su hijo:
- Luis Pascual de Riquelme y Palavicino, VII marqués de Peñacerrada.[1]

Casó con Dolores Sandoval y Braco.
Rehabilitado en 1924 por el nieto del VII marqués:
- Luis Pascual de Riquelme y Fontes, VIII marqués de Peñacerrada.[1]

Casó con María de las Mercedes Sevilla y Navarro. En 24 de junio de 1960, le sucedió su hija:
- María de las Mercedes Pascual de Riquelme y Sevilla (m. Murcia, 23 de mayo de 2021),[5] IX marquesa de Peñacerrada.[1]

Casó con José Ignacio Llorens y Coello de Portugal, hijo de José Lloréns y Colomer y de María de la Concepción Coello de Portugal y Melgarejo IV condesa de Pozo Ancho del Rey.  Le sucedió su hija:
- María de las Mercedes LLoréns y Pascual de Riquelme, X marquesa de Peñacerrada.[6]